# Dubaji csokoládé
A dubaji csokoládé (elterjedt nevén dubai csokoládé)  kadajif és pisztácia keverékével töltött csokoládé. (A kadajif vékony, finomra őrölt búzalisztből készített cérnametélt-szerű tésztaféleség.)
Állítólag 2021-ben találta fel a dubaji emírségekbeli Fix Dessert Chocolatier, és 2024-ben vált széles körben népszerűvé.
A tölteléket egyesek a baklavával hozzák kapcsolatba.

## Története
A csokoládé 2021-ben jelent meg, de csak 2024-ben vált szélesebb körben ismertté, amikor egyes influenszerek kezdték népszerűsíteni. A körülményes termelési folyamat és a növekvő kereslet miatt a termék jelentősen drágult.
A dubaji emírségekbeli Fix Dessert Chocolatiers cég alapítója, Sarah Hamouda azt állítja, hogy ő a dubaji csokoládé feltalálója.

## A név megtévesztő jellegének kérdése
Németországban a kölni regionális bíróság 2024-ben ideiglenes tiltást rendelt el az Aldi Süd áruházlánc ellen, mivel – megállapítása szerint – a cég által dubaji néven árult csokit,  konkrétabban az Alyan Dubai Handmade Chocolate nevű terméket valójában Törökországban gyártják. A német bíróság álláspontja szerint a terméket csak akkor lehet jogszerűen  „dubaji csokoládé” néven értékesíteni, ha ténylegesen Dubajban készül, vagy földrajzi kapcsolatban áll az emirátussal. Ellenkező esetben – az ítélet indoklása szerint – fennáll a veszélye a fogyasztók megtévesztésének. Az ítéletet számos kritika érte, pl. a svájci Lindt cég részéről. E nézetek szerint a dubaji csokoládé egy árufajta neve és mint ilyen, nem kötődik földrajzi területhez, illetve gyártóhoz.  
Magyarországon Najari Bakar, a Zsolnay cég tulajdonosa nyújtott be "Dubai csoki" szóvédjegy bejelentést 2024. december 11-én a 30. áruosztály termékeire a Szellemi Tulajdon Nemzeti Hivatalánál. A védjegybejelentés elbírálása folyamatban van. Az esetleges megtévesztő jelleget – a magyar védjegytörvény előírásai szerint – hivatalból vizsgálják az eljárás során.

## Képgaléria

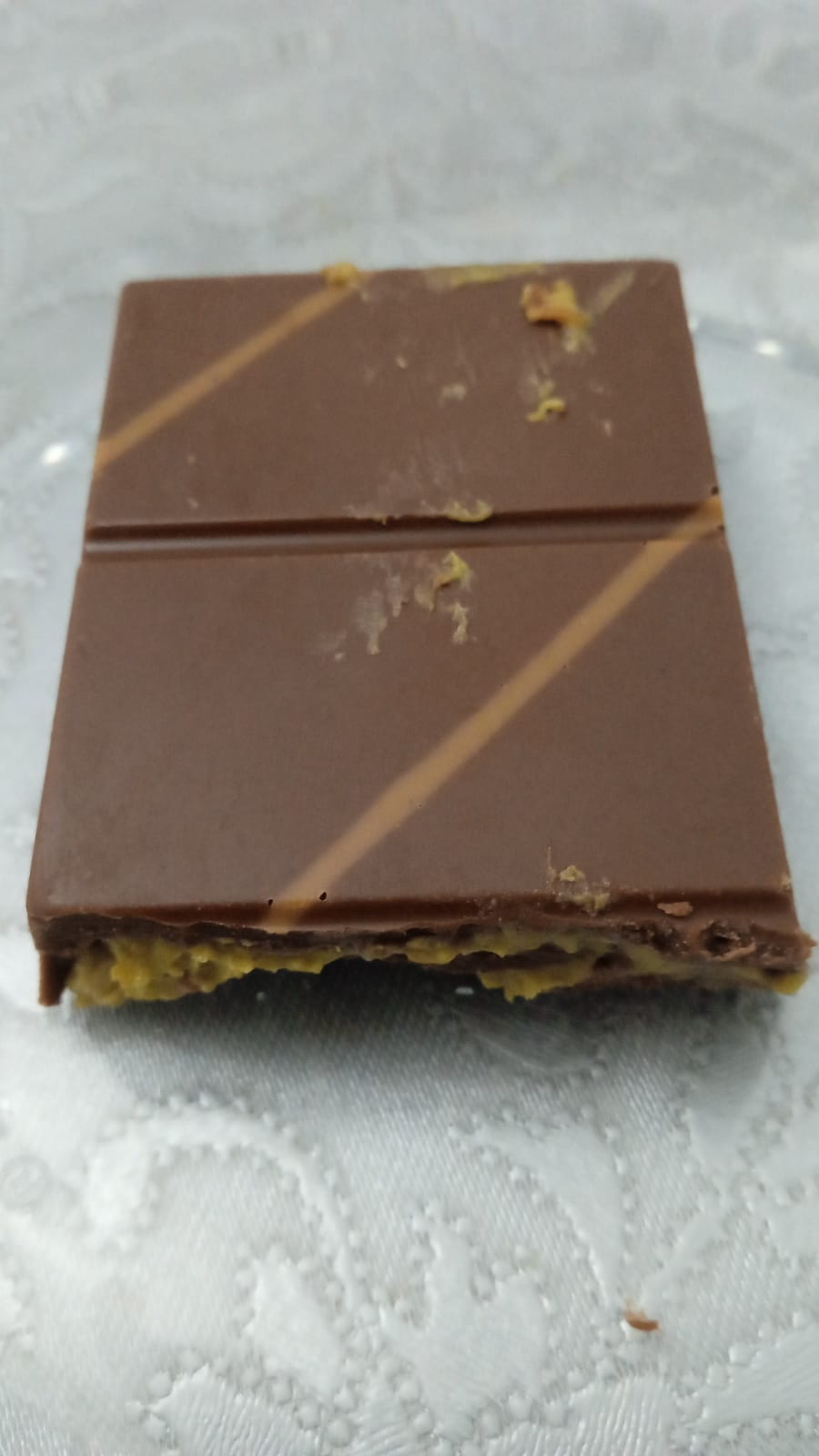
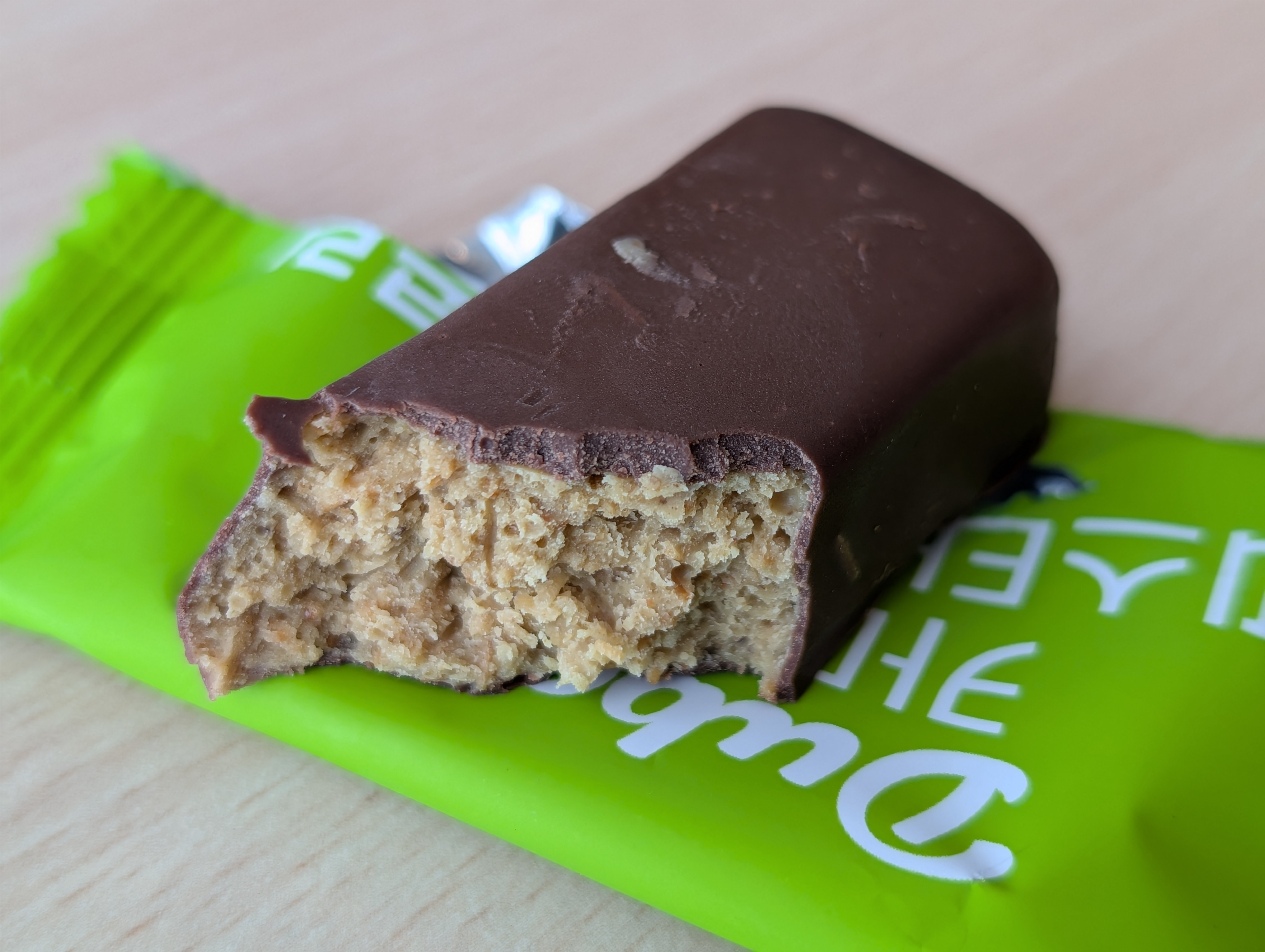
Dél-Korában gyártott hasonló termék
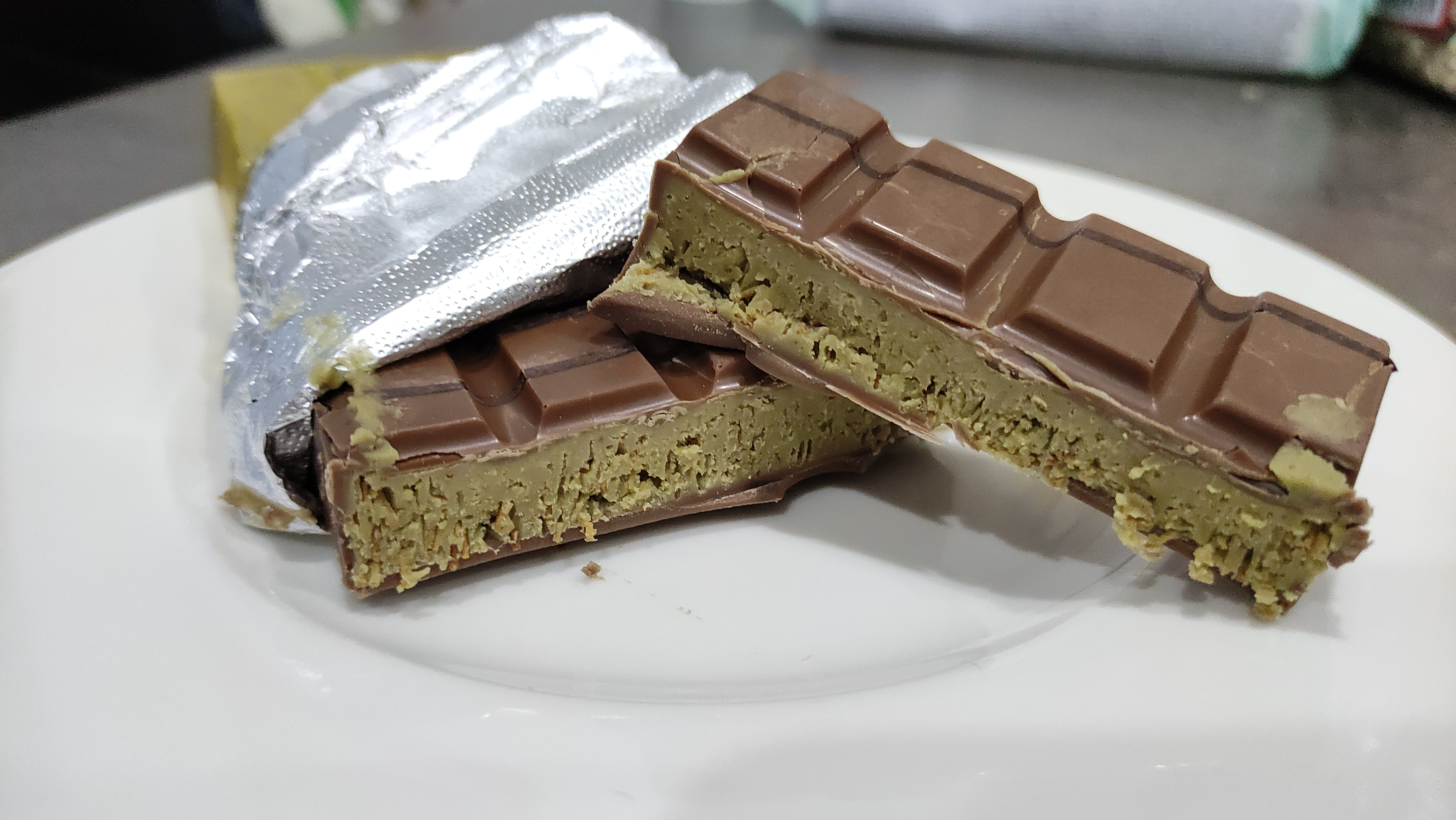
A csokoládé egy tálon
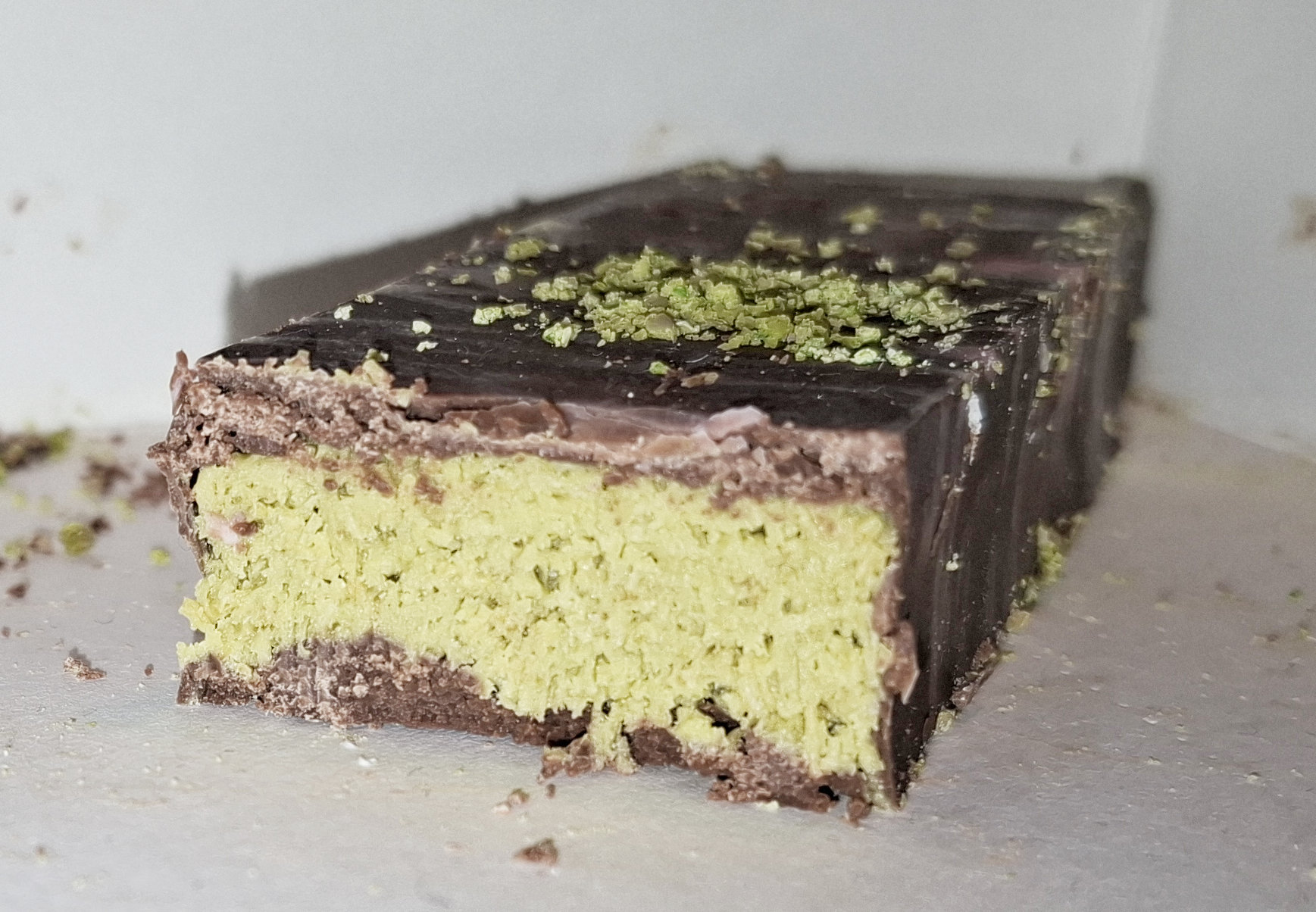
Német termék képe